# Metloboj
Metloboj (engleski: Quidditch) je izmišljeni sport iz knjiga o Harryju Potteru, koji se igra na metlama, kao magična verzija kombinacije nogometa, košarke i pola. To je najpopularniji sport čarobnjačke zajednice. Postoje mnogi profesionalni metlobojski klubovi, a čak i svaki dom u Hogwartsu ima svoju ekipu. 

## Pravila
Metloboj se igra na dugom ovalnom terenu s po tri vratnice na svakom kraju. Pobjeđuje ekipa s najviše bodova. Svaka ekipa ima sedam igrača, tri lovca, dva udarača, jednog vratara i jednog tragača. Igra se s četiri lopte. 
Balun: velika crvena lopta, veličine nogometne (promjera 30 cm), s njim lovci zabijaju golove pokušavajući je ubaciti kroz jednu od tri vratnice suparničke ekipe. Svaki zabijeni gol donosi 10 bodova. Vratar čuva golove.  
Maljci: dvije crne lopte. Nešto manje od baluna, promjera 25 cm, teške željezne lopte koje su začarane da lete uokolo i napadaju bilo kojeg igrača u blizini te ga pokušaju srušiti s metle. Udarači s palicama pokušavaju odvratiti maljce od igrača svog tima. 
Zlatna zvrčka: zlatna loptica veličine oraha sa srebrnim krilima, začarana da izbjegava tragača, čiji je jedini posao uhvatiti zlatnu zvrčku. 
U igri nema vremenskih ograničenja, utakmica završava kad je ulovljena zvrčka. Hvatanje zvrčke donosi ekipi 150 bodova. U metloboju je moguće napraviti prekršaj na 700 načina, a svi su oni napravljeni na jednoj utakmici 1473.

## Povijest
Sportovi na metlama počeli su se razvijati čim su metle dosegle stupanj razvoja na kojem su letači mogli skretati te mijenjati brzinu i visinu. Rane čarobnjačke slike daju uvid u rane sportove na metlama.
Poznata godišnja utrka na metlama u Švedskoj počela se održavati u 10. stoljeću. Natjecatelji se utrkuju od Kopparberga do Arjeploga (udaljenost između ta dva mjesta je 480 kilometara). Slavna slika Günther der Gewalttätige ist der Gewinner ("Pobjednik je Günther Nasilni") pokazuje staru njemačku igru Stitchstock. Na vrhu stupa visokog šest metara postavljao se napuhani zmajski mjehur. Jedan je igrač bio zadužen za čuvanje mjehura, dok su drugi igrači trebali probušiti mjehur posebno naoštrenim vrhovima metli. Čuvar je branio mjehur čarobnim štapićem. Igra je završavala kad bi netko probušio mjehur, kad bi čuvar mjehura urekao sve ostale igrače ili kad bi sam čuvar kolabirao od iscrpljenosti.
Ostale stare igre na metlama bile su: aingingein, shuntbumps (metlolom) i swivenhodge (preskakavac).
Metloboj se također počeo razvijati od jednostavne igre na metlama, s igračima koji su si međusobno dodavali kožnatu loptu, balun, koju su pokušavali ubaciti u golove na suprotnim stranama terena. Uskoro su u igru dodani i preteče maljaca, mrvitelji. Uvođenje zlatne zvrčke u igru dogodilo se pod utjecajem drugog "sporta", lova na zvrkavice, male i brze magične ptice. Godine 1269. predsjednik vijeća čarobnjaka, Barberous Bragge, na jednoj metlobojskoj utakmici pustio je zvrkavice i ponudio 150 galeona (današnja protuvrijednost bila bi milijun galeona) igraču koji je ulovi. Kasnije je, u čast tog događaja, ekipa koja bi uhvatila zvrkavicu dobivala dodatnih 150 bodova. S vremenom su zvrkavice postale ugrožena vrsta pa je Bowman Wright izumio zlatnu zvrčku, koja je zamijenila zvrkavice. Taj je događaj obilježio rođenje današnjeg metloboja, koji se počeo razvijati tristo godina prije toga u močvari Queerditch.

## Domske ekipe
Vidi:Hogwartsove ekipe u metloboju

## Profesionalne ekipe
- Harpije iz Holyheada
- Katapulti iz Caerphillyja
- Ose iz Wimbournea
- Orkani iz Tutshilla
- Ponosi Portreeja
- Puddlemere United
- Sokoli iz Falmoutha
- Strijele iz Applebya
- Svrake iz Montrosea
- Šišmiši iz Ballycastlea
- Topnici iz Chudleya
- Vagabundi iz Wigtowna
- Vjetruše iz Kenmarea

## Ostalo
- Metloboj kroz stoljeća